# Christof Wackernagel

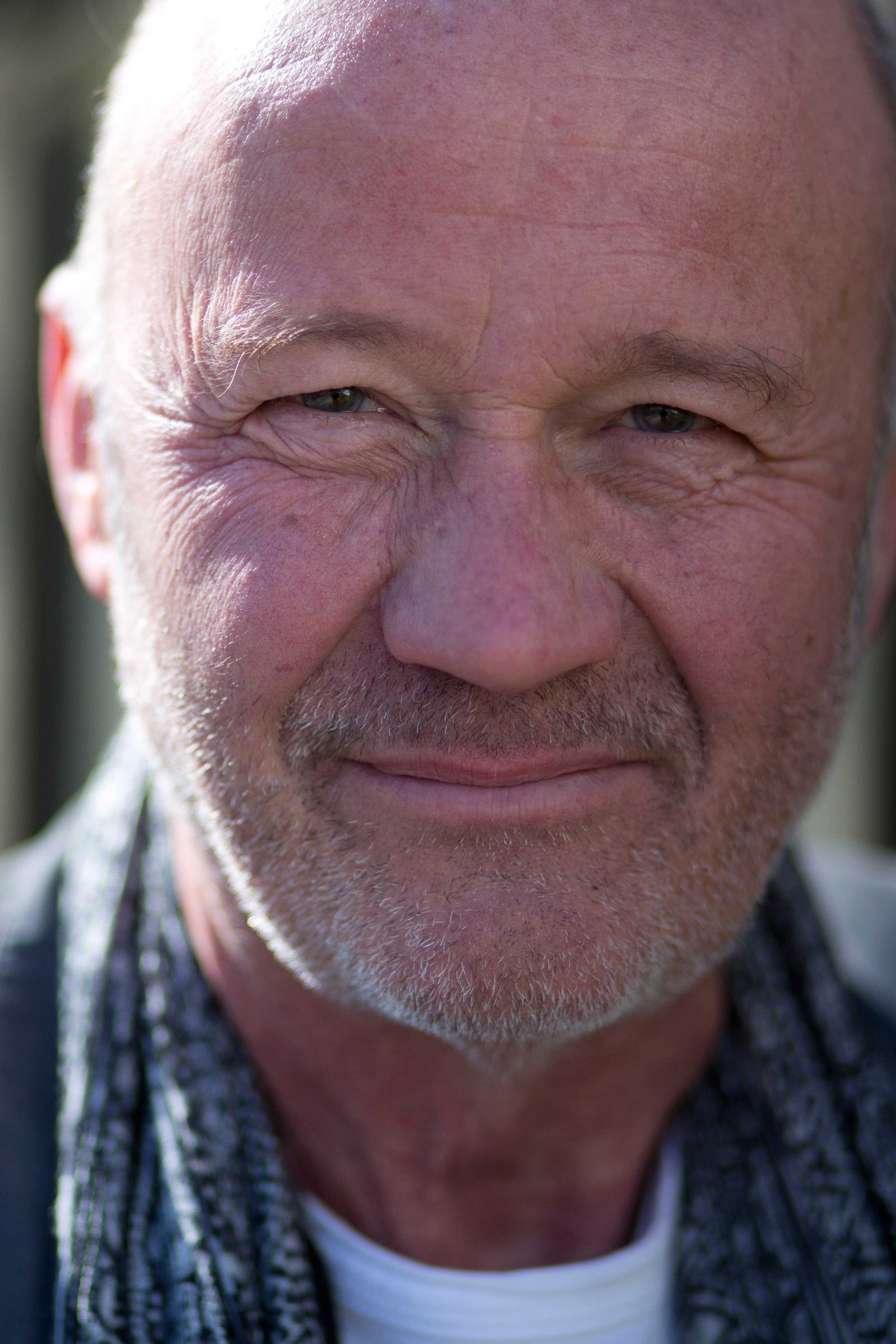
Christof Wackernagel in 2016

Christof Michael Wackernagel (Ulm, 27 augustus 1951) is een Duitse acteur en schrijver en voormalig lid van de Rote Armee Fraktion (RAF).

## Levensloop
De ouders van Wackernagel waren het artiestenechtpaar Peter (1907–1958), directeur van het Ulmer Theater en de actrice Erika Wackernagel (1925–1995). Toen hij zeven jaar oud was stierf zijn vader. In 1960 verhuisde zijn moeder met Christof en zijn zus Sabine naar München waar ze in 1961 hertrouwde met een architect. Wackernagel maakte zijn middelbare school niet af en speelde zijn eerste hoofdrol in de film Tätowierung (1967). Met deze film nam hij deel aan het internationaal Filmfestival van Berlijn, Berlinale 1967 en er volgden nog meer rollen. In de zomer van 1977 dook Wackernagel, die al geruime tijd met de RAF sympathiseerde, onder. In november van dat jaar werd hij gearresteerd in Amsterdam. Na het uitzitten van een gevangenisstraf kwam hij in 1987 voorwaardelijk vrij en werd weer voor rollen geboekt. Vanaf 1991 nam zijn aanvankelijk succes af. Volgens Wackernagel was het terroristen-voyeurisme. Langzamerhand keerde het succes terug. Sinds het midden van de jaren negentig is Wackernagel weer te zien in verschillende televisieseries, tv-speelfilms en bioscoopfilms. Daarnaast schrijft hij boeken en toneelstukken, schildert en produceert hij hoorspelen en houdt hij zich weer bezig met politiek.

## RAF-tijd
Wackernagel kwam in het begin van de jaren zeventig naar Stuttgart. Om zich van een inkomen te verzekeren deed hij wat losse klusjes tussen twee filmaanbiedingen door. Intussen had hij zich in de linkse scene een plaats verworven en sympathiseerde met de RAF-gevangenen in de gevangenis van Stammheim. In het milieu van de RAF kwam hij in contact met Klaus Croissant. In die tijd opende Wackernagel een drukkerij waar hij onder andere artikelen voor de sympathisanten-scene rond de RAF drukte. Daarnaast maakte hij politieke films. In de zomer van 1977 besloot Wackernagel om zich permanent bij de RAF aan te sluiten en dook hij onder.
Na de ontvoering van de Duitse industrieel Hanns-Martin Schleyer door de RAF in oktober 1977, kwam er een arrestatiebevel voor hem. Op 10 november 1977, kort na de Duitse Herfst raakte hij met RAF-lid Gert Schneider in Amsterdam betrokken bij een schietpartij waarbij de twee RAF-leden bij hun aanhouding de politieagenten Zoet, Serno en Van Hoogen beschoten, die daardoor met ernstige verwondingen in het ziekenhuis moesten worden opgenomen. Zij overleefden het. Agent Zoet werd door de scherven van een door de Raf-terroristen geworpen handgranaat geraakt in zijn oog, slaap, buik rechtervoet en linkerbeen. Hij verloor o.m. een deel van zijn gezichtsvermogen. Wackernagel werd in 1979, net als Schneider, veroordeeld tot 15 jaar cel. Na 1 jaar werd hij overgedragen aan de Duitse autoriteiten als verdachte voor de moorden op een bankier, een procureur generaal en de werkgeversvoorzitter Hanns-Martin Schleyer. Op 15 oktober 1980 werd Wackernagel door het gerechtshof in Düsseldorf veroordeeld tot een gevangenisstraf van 15 jaar.
In de gevangenis schreef en publiceerde Wackernagel een roman en een gedichtenbundel. In 1983 nam hij afstand van de RAF. Vanaf 1984 trad Claus Peymann, destijds directeur van het Bochumer Schauspielhaus, als prominent pleitbezorger van geïnterneerde RAF-leden, voor een vervroegde vrijlating van Wackernagel op. Hij zorgde voor politieke krantenkoppen, omdat vooral Bernhard Worms, CDU-partijvoorzitter in de Landdag van Noordrijn-Westfalen zich tegen vervroegde vrijlating uitsprak. Ook de politieagent Herman van Hoogen, die hem destijds gearresteerd had, pleitte voor zijn vervroegde vrijlating. In 1986 werd Wackernagel overgeplaatst naar een open gevangenis en vanaf augustus van dat jaar kon hij als regie- en toneelassistent bij het Bochumer Schauspielhaus werken. Nadat hij 7 jaar van zijn (Duitse) straf van 15 jaar (en de Nederlandse straf van eveneens 15 jaar) had uitgezeten werd hij in 1987 voorwaardelijk vrijgelaten.
In 1992 keerde Wackernagel terug in Amsterdam, als acteur, voor het toneelstuk Der Auftrag in Felix Meritis o.m. met Klaus Jünske die als RAF lid een agent had gedood.

## Filmografie
- 1967: Tätowierung
- 1968: Funkstreife XY – ich pfeif’ auf mein Leben
- 1968: Engelchen oder Die Jungfrau von Bamberg
- 1968: Bis zum Happy-End
- 1969: Engelchen macht weiter – hoppe, hoppe Reiter
- 1969: Al Capone im deutschen Wald
- 1970: Der Bettenstudent oder: Was mach’ ich mit den Mädchen?
- 1970: Der Kommissar – Dr. Meinhardts trauriges Ende
- 1974: Bismarck von hinten oder Wir schließen nie
- 1976: Mädchen, die am Wege liegen
- 1976: Die Elixiere des Teufels
- 1976: Der Vietnamkrieg ist in der BRD noch nicht zu Ende (als regisseur)
- 1977: Achsensprung
- 1989: 10 Minuten Berlin (korte film)
- 1990: Abenteuer Airport
- 1990: Das schreckliche Mädchen
- 1991: Ins Blaue
- 1991: Der Fahnder – Tauschgeschäfte
- 1992: Der König von Bärenbach (13-delige serie)
- 1993: Ein Mann für jede Tonart
- 1994: Der bewegte Mann
- 1995: Kommissar Klefisch – Klefisch schwerster Fall
- 1996: Kinder ohne Gnade
- 1996: Männerpension
- 1997: Ein todsicheres Ding
- 1997: Blutige Scheidung
- 1998: Der Eisbär
- 1999: Der große Bagarozy
- 1999: Schwarzes Blut
- 2000: Tatort – Direkt ins Herz
- 2000: Luftpiraten – 113 Passagiere in Todesangst
- 2001: Berlin – Abschnitt 40 (pilotfilm voor de serie)
- 2001: Die Biester (televisieserie)
- 2001: Lammbock – Alles in Handarbeit
- 2001: Der Zimmerspringbrunnen
- 2002–2003: Abschnitt 40 (televisieserie)
- 2002: Tatort – Verrat
- 2003: Die Liebe kommt als Untermieter
- 2003: Tatort – Bienzle und der Tod im Teig
- 2006: Drei Schwestern made in Germany
- 2007: Der Weiße mit dem Schwarzbrot
- 2009: Résiste – Aufstand der Praktikanten
- 2009: Tatort – Altlasten
- 2011: Dann kam Lucy
- 2011: Die Rosenheim-Cops – Der Blumenmörder von Rosenheim
- 2012: Schleuderprogramm
- 2013: Stralsund – Freier Fall
- 2014: Bestefreunde
- 2014: Meister des Todes
- 2015: Halbe Brüder
- 2016: Unter Wölfen
- 2016: Schwarzach 23 und die Jagd nach dem Mordsfinger
- 2016: Selbstentführung
- 2017: Chaos-Queens: Für jede Lösung ein Problem
- 2017: RAF oder Hollywood – Tagebuch einer gescheiterten Utopie
- 2018: Lindenstraße (afleveringen 1696 tot 1698)
- 2019: Die Bestatterin – Der Tod zahlt alle Schulden (Fernsehreihe)
- 2020: München Mord: Ausnahmezustand

## Hoorspelen
- 1994: Der blinde Fleck – regie: Karlheinz Liefers (hoorspel – ORB/WDR)

## Geschriften
- 1984: Nadja: Erzählungen und Fragmente. ISBN 3-87877-235-1 (1986 opnieuw uitgegeven).
- 1986: Bilder einer Ausstellung. ISBN 3-498-07309-5.
- 2002: Gadhafi lässt bitten. zu Klampen Verlag Springe, ISBN 3-933156-63-7.
- 2011: es – Traumtrilogie. zu Klampen Verlag Springe, ISBN 978-3-86674-140-9.
- 2011: Der Fluch der Dogon. Nautilus Verlag, ISBN 978-3-89401-749-1.
- 2012: Dieu est grand, Malische Geschichten. ISBN 978-3-927795-57-0.
- 2013: Reden statt schießen. Militärputsch in Malis Kultur des Dialogs. Prospero Verlag, ISBN 978-3-941688-48-3.
- 2015: Verlogen, dumm und unverschämt. Kulturindustrie von 1977 bis heute. Oktober Verlag, ISBN 978-3-944369-50-1.
- 2016: Selbstentführung. Retap Verlag, Düsseldorf, ISBN 978-3-931988-31-9.
- 2017: RAF oder Hollywood – Tagebuch einer gescheiterten Utopie. zu Klampen Verlag Springe, ISBN 978-3866745582.

- Gemeinsame Normdatei: 110299477
- International Standard Name Identifier: 0000 0000 3958 7583
- Library of Congress Control Number: n87905541
- Nationale Bibliotheek van Israël: 987007324455205171
- Nederlandse Thesaurus van Auteursnamen: 072078472
- Système universitaire de documentation: 07437477X
- Virtual International Authority File: 76911150
- WorldCat: E39PBJxxhKQpVqxFK4jvdBdvpP